# Tình trạng pháp lý của chăm sóc khẳng định giới tính
Cho đến năm 2020, có khoảng 71 trong số 220 quốc gia và vùng lãnh thổ đã cho phép phẫu thuật chuyển giới đối với người chuyển giới. Tại đa số các nước cho phép chuyển giới (60/71 nước), người chuyển giới chỉ được thay đổi giới tính trong giấy tờ tùy thân và hộ tịch sau khi cung cấp bằng chứng y tế rằng phẫu thuật chuyển đổi bộ phận sinh dục đã được thực hiện.

## Châu Á

### Ấn Độ
Ở Ấn Độ, điều kiện phẫu thuật tương tự như Thái Lan, nhưng khác ở điểm là sau khi phẫu thuật, người chuyển giới sẽ được ghi trên giấy tờ tùy thân mới là người thuộc về giới tính thứ ba, tức là "không phải nam cũng không phải nữ".

### Hàn Quốc
Năm 2011, Tòa án tối cao Hàn Quốc đã ra phán quyết rằng: để một người đủ điều kiện thực hiện phẫu thuật chuyển đổi giới tính, họ phải trên 20 tuổi, độc thân và đang không có con. Sau khi đã phẫu thuật chuyển đổi bộ phận sinh dục thì người đó mới có quyền thay đổi giới tính trên giấy tờ tùy thân và hộ tịch

### Indonesia
Người chuyển giới được phép thay đổi giới tính hợp pháp của mình trên các giấy tờ tùy thân sau khi hoàn tất phẫu thuật chuyển đổi giới tính (đã chuyển đổi bộ phận sinh dục) và nhận được sự chấp thuận của thẩm phán tòa án. Những cá nhân trải qua cuộc phẫu thuật như vậy sẽ có giấy tờ tùy thân ghi giới tính mới, và theo đó họ sẽ có các quyền nhân thân theo giới tính mới

### Nhật Bản
Năm 2003, một đạo luật của Nhật Bản cho phép người chuyển giới thay đổi giới tính của họ. Để thay đổi giới tính trên giấy tờ tùy thân và hộ tịch, một người phải đáp ứng một loạt điều kiện chặt chẽ: phải trên 22 tuổi, chưa kết hôn, đã phẫu thuật chuyển đổi giới tính hoàn toàn (đã chuyển đổi bộ phận sinh dục) và không có con dưới 20 tuổi. Luật này được gọi là "Đạo luật về các trường hợp đặc biệt trong việc xử lý tình trạng giới tính đối với người bị rối loạn định dạng giới" Đến tháng 1/2019, khoảng 7.000 người Nhật đã thay đổi giới tính một cách hợp pháp. Khi đưa ra những điều kiện khống chế chặt chẽ việc chuyển giới như vậy, Tòa án Nhật tuyên bố họ muốn ngăn chặn "sự nhầm lẫn" trong quan hệ cha mẹ - con cái, ngăn việc trẻ em bị mất đi cha hoặc mẹ, cũng như "những thay đổi đột ngột" trong xã hội Nhật Bản

### Philippines
Ở Philippines, phẫu thuật chuyển giới chỉ được áp dụng cho các trường hợp liên quan đến tăng sản thượng thận bẩm sinh, dị tật bộ phận sinh dục và các tình trạng khuyết tật thể chất khác khiến giới tính không thể xác định rõ (người lưỡng tính). Nếu không bị khuyết tật về cơ thể thì không được chuyển giới, bởi Tòa án tối cao Philippines cho rằng: nếu cho phép những người này thay đổi giới tính trên giấy tờ tùy thân thì sẽ dẫn tới "những hậu quả nghiêm trọng và rộng khắp về chính sách pháp luật và chế độ hôn nhân" (ví dụ như việc người bình thường kết hôn nhầm với người chuyển giới, hoặc trẻ em bị mất cha/mẹ do họ đi chuyển giới).

### Singapore
Tại Singapore, chỉ những người đã phẫu thuật chuyển đổi bộ phận sinh dục mới được chính phủ Singapore cho phép thay đổi thông tin giới tính trên giấy tờ tùy than và hộ tịch. Quy định như vậy để tránh những hệ lụy páp lý và xã hội xảy ra do sự mâu thuẫn giữa giới tính cơ thể và giới tính ghi trên giấy tờ thùy thân Trường hợp người chuyển giới đang có quan hệ hôn nhân, thì trước khi thay đổi giới tính trên giấy tờ tùy thân và hộ tịch, quan hệ hôn nhân của họ sẽ phải được tòa án hủy bỏ (do Singapore không công nhận hôn nhân đồng giới). 

### Thái Lan
Các phẫu thuật xác định lại giới tính đã được thực hiện ở Thái Lan từ năm 1975 và Thái Lan là một trong những điểm đến phổ biến nhất trên toàn cầu cho các phẫu thuật như vậy. Tuy nhiên, pháp luật Thái Lan lại không cho phép người đã chuyển giới thay đổi giới tính trên giấy tờ tùy thân và hộ tịch vì lo ngại những vấn đề xã hội phức tạp sẽ phát sinh (ví dụ như việc nhiều người sẽ kết hôn nhầm với người chuyển giới mà không biết). Vào tháng 7 năm 2019, một đề xuất điều chỉnh thông tin giới tính đối với các cá nhân đã thực hiện xong việc chuyển giới đã được trình lên Quốc hội Thái Lan, tuy nhiên chưa được thông qua. Bệnh nhân phải mặc quần áo trái giới tính và tiêm hoóc-môn ít nhất một năm, đồng thời phải có giấy chứng nhận của ít nhất 2 bác sĩ tâm thần thì mới được phẫu thuật chuyển giới. Đặc biệt, sau khi phẫu thuật, người chuyển giới không được phép thay đổi giới tính trên giấy tờ tùy thân. Việc không cho thay đổi giấy tờ tùy thân là để ngăn việc lợi dụng phẫu thuật chuyển giới để trốn nghĩa vụ quân sự, và cũng để người khác biết rõ họ là người chuyển giới, tránh việc người bình thường kết hôn nhầm với người chuyển giới.

### Trung Quốc
Năm 2009, Chính phủ Trung Quốc đã quy định cấm việc thực hiện chuyển giới cho người dưới 20 tuổi, đồng thời việc phẫu thuật chuyển đổi bộ phận sinh dục là bắt buộc để đăng ký sửa đổi giới tính trên giấy tờ tùy thân và hộ tịch của họ Những người muốn thực hiện chuyển giới cũng phải trải qua theo dõi tâm lý trong ít nhất 3 năm (phải sống công khai, ăn mặc như giới tính khác) để kiểm tra mức độ sẵn sàng chuyển giới, phải có xác nhận của 3 bác sĩ chuyên khoa tâm thần, đang không kết hôn (để tránh việc vợ/chồng họ bị mất đi bạn đời), phải được các thành viên trong gia đình chấp thuận, và phải hoàn tất quá trình phẫu thuật bộ phận sinh dục trước khi thay đổi giấy tờ tùy thân.  Việc thay đổi giới tính được ghi lại rõ trong hộ tịch. Khi đăng ký kết hôn, nhân viên Chính phủ phải tra hộ tịch, nếu phát hiện ra người nào đó từng chuyển giới thì phải thông báo bằng văn bản cho người kia để họ biết và quyết định có nên tiếp tục kết hôn với người chuyển giới đó hay không.

### Việt Nam
Ở Việt Nam, Bộ luật dân sự năm 2015 đã có quy định về chuyển giới và thay đổi giới tính trên giấy tờ tùy thân. Tuy nhiên, điều kiện để được phẫu thuật chuyển giới hiện chưa được quy định cụ thể tại Luật chuyên ngành. Dự kiến Dự án Luật Chuyển đổi giới tính sẽ trình Quốc hội thông qua vào tháng 5 năm 2025.

## Châu Âu
36 quốc gia ở Châu Âu yêu cầu chẩn đoán sức khỏe tâm thần để được cho phép thực hiện chuyển giới, và 29 quốc gia trong số đó yêu cầu phải phẫu thuật chuyển đổi bộ phận sinh dục để được thay đổi giới tính trên giấy tờ tùy thân.

### Nga
Kể từ năm 1997, những người chuyển giới có thể thay đổi giới tính của họ trên giấy tờ tùy thân, nhưng chỉ sau khi hoàn tất các thủ tục y tế tương ứng, bao gồm việc đã phẫu thuật chuyển đổi bộ phận sinh dục. Tuy cho phép thực hiện chuyển giới với người trưởng thành, nhưng luật pháp Nga cấm việc tuyên truyền vấn đề này cho trẻ vị thành niên dưới 18 tuổi. Vào tháng 6 năm 2013, quốc hội Nga (Duma Quốc gia) đã thông qua và Tổng thống Vladimir Putin đã ký ban hành bộ luật cấm tuyên truyền, phân phối các tài liệu quảng bá về LGBT (đồng tính, chuyển giới) đối với người vị thành niên (dưới 18 tuổi). Theo luật, việc thực hiện bất kỳ hành vi nào sau đây khi có mặt trẻ vị thành niên là bất hợp pháp: tổ chức các sự kiện cổ vũ, phát biểu ủng hộ quan hệ đồng tính hoặc việc chuyển giới Bộ luật được cho là để bảo vệ trẻ em Nga khỏi các nội dung bất thường về giới tính và "thông tin có hại khác" Bình luận về bộ luật, Tổng thống Vladimir Putin cho rằng bộ luật này là cần thiết để bảo vệ văn hóa nước Nga, tránh những phong trào gây mâu thuẫn xã hội cũng như nguy cơ gây già hóa dân số.